# Dragolice
Dragolice (deutsch Draglitz) ist ein Ort in der polnischen Woiwodschaft Ermland-Masuren. Er gehört zur Gmina Łukta (Landgemeinde Locken) im Powiat Ostródzki (Kreis Osterode in Ostpreußen).

## Geographische Lage
Dragolice liegt südöstlich des Jezioro Długie (polnisch Langer Sees) im Westen der Woiwodschaft Ermland-Masuren, 13 Kilometer nordöstlich der Kreisstadt Ostróda (deutsch Osterode in Ostpreußen). Zwischen dem Dorf Dragolice und der Waldsiedlung Dragolice (Osada) befindet sich der Jezioro Dragolickie (deutsch Draglitz-See).

## Geschichte
Der einst Dragilsdorf, vor 1554 Dragelis und vor 1900 Alt Ramten genannte Ort war ein Vorwerk zum Gut Ramten (polnisch Ramoty). 750 Meter nordwestlich des Dorfes lag die zum Forst Ramten gehörende Försterei, an die noch heute die kleine „Dragolice (Osada)“ genannte Waldsiedlung (polnisch: Osada leśna) erinnert. Zusammen mit Neu Ramten (polnisch Nowe Ramoty) war Draglitz bis 1945 nach Ramten im Kreis Osterode in Ostpreußen eingemeindet.
Als 1945 das gesamte südliche Ostpreußen in Kriegsfolge nach Polen überstellt wurde, war auch Draglitz mit seiner Försterei davon betroffen. Das Dorf erhielt die polnische Namensform „Dragolice“ und ist heute – eingegliedert in das Schulzenamt (polnisch Sołectwo) Ramoty – eine Ortschaft innerhalb der Landgemeinde Łukta (Locken) im Powiat Ostródzki (Kreis Osterode in Ostpreußen), bis 1998 der Woiwodschaft Olsztyn, seither der Woiwodschaft Ermland-Masuren mit Sitz in Olsztyn (Allenstein) zugehörig.

## Kirche
Bis 1945 war Draglitz in die evangelische Kirche Locken in der Kirchenprovinz Ostpreußen der Kirche der Altpreußischen Union, außerdem in die römisch-katholische Kirche Neu Kockendorf (polnisch Nowe Kawkowo) eingepfarrt.
Heute gehört Dragolice katholischerseits zur Pfarrei Łukta im Erzbistum Ermland, evangelischerseits zur Kirche Łęguty (Langgut), einer Filialkirche von Ostróda in der Diözese Masuren der Evangelisch-Augsburgischen Kirche in Polen.

## Verkehr
Dragolice ist von der Woiwodschaftsstraße 530 bei Tabórz (Taberbrück) über eine Nebenstraße, die als Landweg weiter bis Dragolice (Osada) führt, erreichbar. Außerdem besteht von Ramoty aus eine Straßenverbindung nach Dragolice. Eine Anbindung an den Bahnverkehr besteht nicht.